# Блэк, Ребекка
Ребекка Блэк (англ. Rebecca Renee Black; 21 июня 1997) — американская поп-певица, получившая известность благодаря музыкальному видео «Friday».

## Клип Friday
Видео «Friday» стало вирусным примерно 11 марта 2011 года, став самой обсуждаемой темой на сайте социальной сети Twitter и вызвав отзывы средств массовой информации, как положительные, так и отрицательные (в основном отрицательные). Позднее оригинальный клип был удалён с сервиса YouTube из-за споров с лейблом Ark Music, однако по-прежнему доступен для просмотра на личном канале Ребекки Блэк в YouTube.
По состоянию на 22 марта 2011 года в первую неделю продажи её сингла, по оценкам Billboard, составят около 40 тысяч долларов. К 1 апреля 2011 видео просмотрели более 72 миллионов раз в YouTube. 22 марта 2011 Ребекка Блэк появилась в выпуске «The Tonight Show with Jay Leno», в ходе которого она исполнила песню и обсудила негативную реакцию к ней. Песня дебютировала в Billboard Hot 100 и New Zealand Singles Chart на позициях 72 и 33 соответственно.
В ответ на видео Ребекки Блэк в сети появился ряд удачных пародий, что в свою очередь привело к распространению мемов «My hand is a dolphin» и «Everybody’s Russian». Также Ребекка снялась в клипе Кэти Перри — Last Friday Night (T.G.I.F.), который вышел на YouTube 12 июня 2011 года.

## Другие клипы
18 июля 2011 года вышел видеоклип на свою новую композицию «My moment». По состоянию на 11 августа 2014 года видеоклип собрал почти 40 миллионов просмотров.
15 ноября 2011 года на официальном канале Ребекки появился очередной сингл «Person of Interest». Просмотры видеоклипа составили более 8 миллионов просмотров по состоянию на 11 августа 2014 года.
8 мая 2012 года на канале появляется видеоклип на сингл «Sing it». Видеоклип становится первым музыкальным творением Ребекки, где количество отметок «Мне нравится» больше, чем «Не нравится».
После Ребекка выпускает несколько удачных каверов на песни различных исполнителей.
7 декабря 2013 года появляется новый видеоклип «Saturday», продолжение «Friday».

## Дискография

### Синглы
- Friday
- My Moment
- Person of interest
- Sing it
- In your words
- Saturday
- The Great Divide